# 完顏散達
完顏散達，女真完颜部首领之一，国相雅达之子，完顏桓赧之弟。
居住在完颜部邑屯村。曾辅佐完颜乌古乃主政，劾里钵逼迫令其父雅达将国相之位，让给弟弟颇剌淑，散達心怀怨恨，与哥哥桓赧一起联合劾里钵叔父跋黑和温都部首领乌春等人起兵反抗，击败颇剌淑，乘胜大肆掳掠。劾里钵派人议和，他索要劾里钵弟弟盈歌的大赤马和辞不失的紫骝马作为议和条件，劾里钵拒绝，桓赧、散達联合不术鲁部卜灰、蒲察部撒骨出和混同江左右匹古敦水北诸部兵，与劾里钵继续争战，并令诸部掠取乌古乃夫妇的宝货、财产。率军到北隘甸，后被劾里钵击败，桓赧、散达逃走。1091年，率部众归降劾里钵。